# Abacion tesselatum
Abacion tesselatum är en mångfotingart som beskrevs av Rafinesque 1820. Abacion tesselatum ingår i släktet Abacion och familjen Abacionidae. Inga underarter finns listade i Catalogue of Life.